# Simundervisning

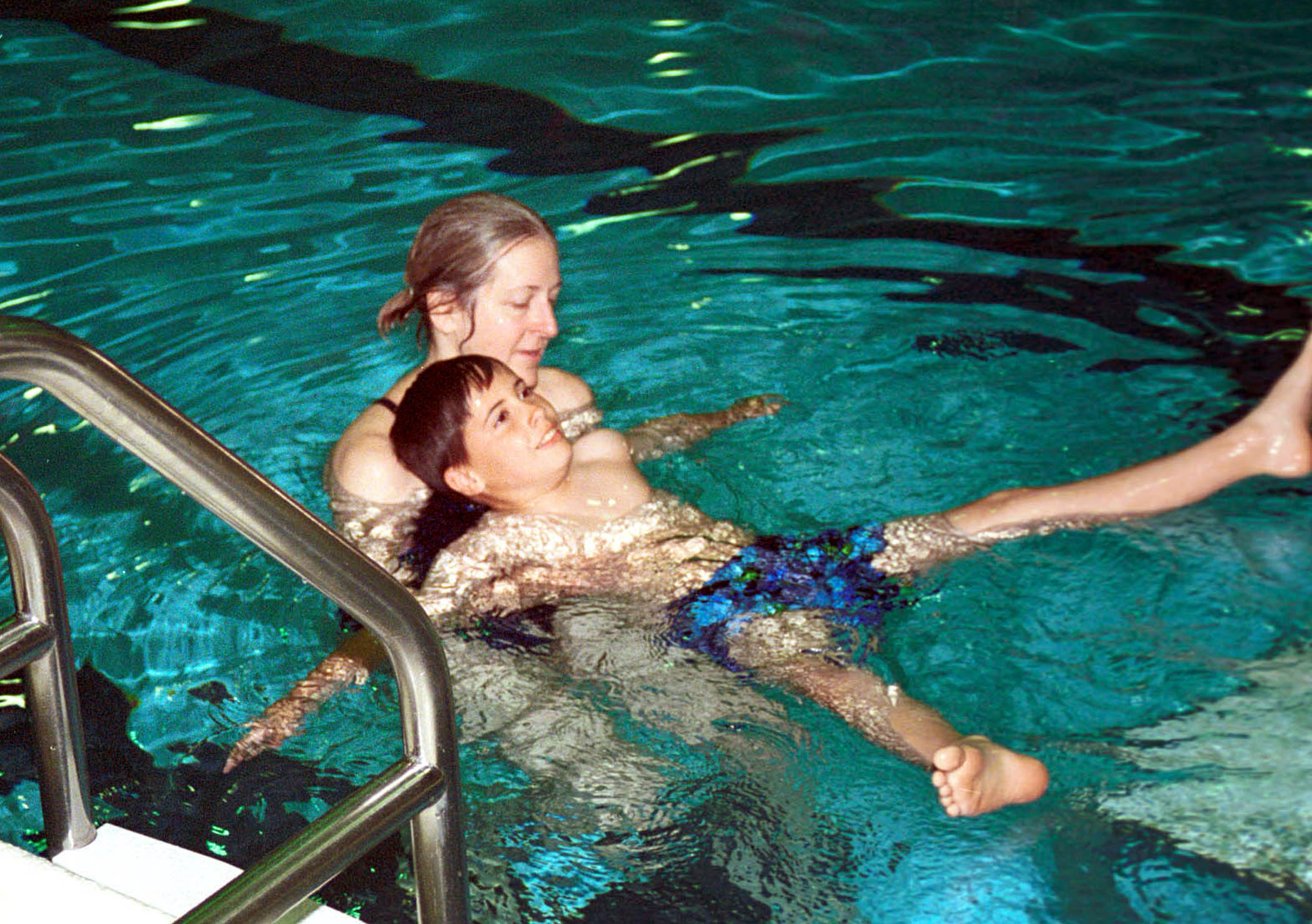
Simundervisning.

Simundervisning är en verksamhet där man lär sig att simma. Ofta riktas den till barn i tidig skolålder. Svenska Simförbundet skiljer på skolsim och simskola för att undvika sammanblandning. Skolsim avser (bekostad) simundervisning som ingår i skolundervisningen, medan simskola avser övrig simundervisning som kan vara öppen för olika åldrar och vanligen är avgiftsbelagd.

## Simundervisning i världen

### Sverige

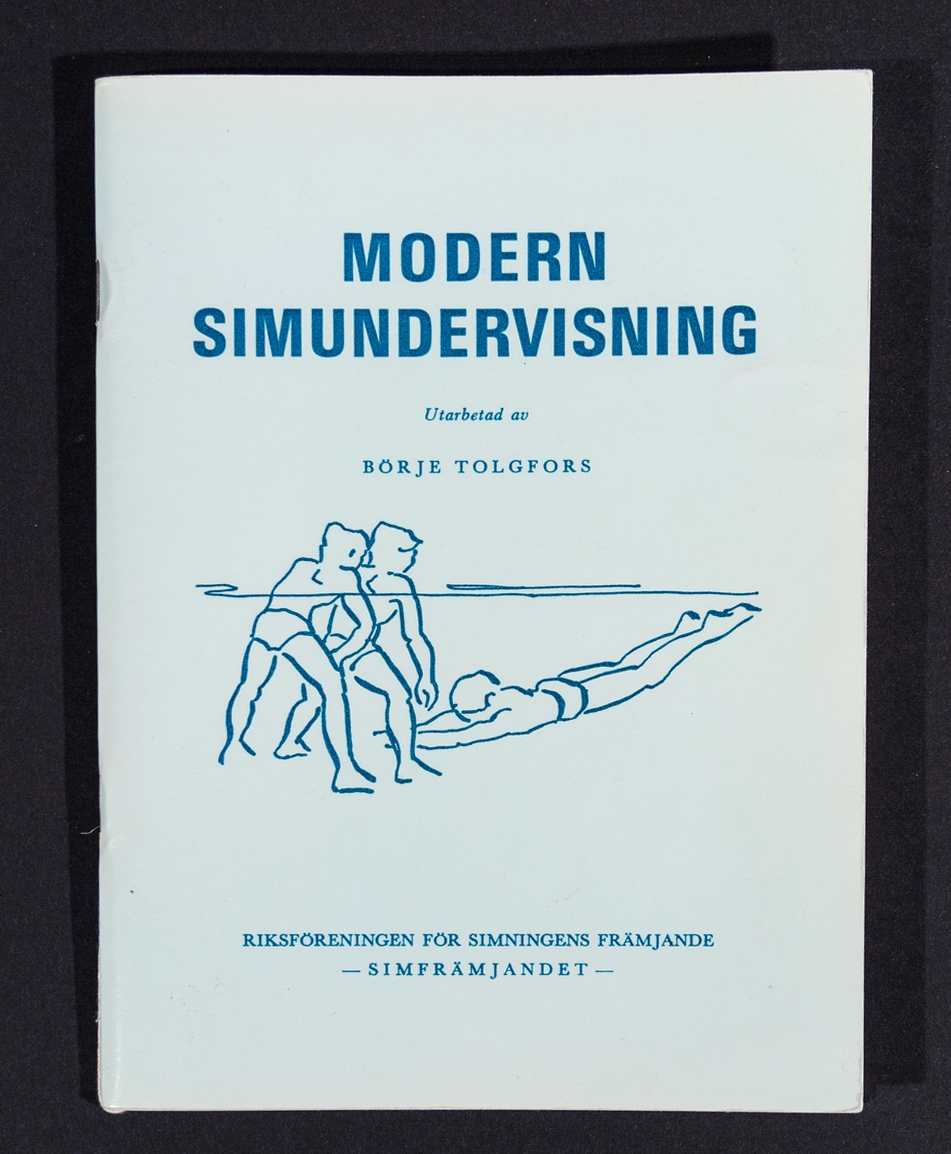
Häftet Modern simundervisning utgivet av Simfrämjandet, 1969.

#### Skolsim
Tidigare brukade simundervisning genomföras i grundskolans årskurs 1, 2 eller 3, men kan numera även förekomma i förskoleklass. Under 1990-talets nedskärningsår kritiserades vissa kommuner i Sverige för att ha varit slarviga med simundervisningen i skolorna. I Sverige är skolorna genom ämnet idrott och hälsa skyldiga att se till att barnen kan simma. Det är kommunerna som bekostar och bär huvudansvaret för skolsim. Simundervisningen kan antingen bedrivas i egen regi eller upphandlas.

#### Simskola
Dels finns det simskolor som drivs av föreningar, för såväl medlemmar som icke medlemmar. Dels finns det kommunala simskolor som är öppna för både vuxna och barn.